# Autòtrof

autòtrofs i heteròtrofs

Un autòtrof (ecologia, biologia, nutrició) és un organisme que pot convertir les fonts d'energia abiòtiques en energia emmagatzemada en compostos orgànics que poden ser utilitzats per altres organismes. L'organisme autòtrof sintetitza la matèria orgànica a partir d'elements minerals per satisfer les necessitats del seu metabolisme.
Els organismes autòtrofs obtenen matèria inorgànica, CO2 i també bicarbonat i energia radiant (fotòtrofs) o només bicarbonat i energia procedent de reaccions redox (quimiòtrofs). Els autòtrofs produeixen compostos orgànics complexos (hidrats de carboni, greixos i proteïnes) obtenint i utilitzant carboni de substàncies simples com el diòxid de carboni mitjançant l'energia de la llum o de reaccions químiques inorgàniques.
Als autòtrofs no els cal una font "viva" de carboni o energia i són iniciadors de la cadena alimentària, com les plantes al sòl o les algues a l'aigua. Els autòtrofs poden reduir el diòxid de carboni per elaborar compostos orgànics per a la biosíntesi i com a combustible químic emmagatzemat. La majoria d'autòtrofs utilitzen l'aigua com a agent reductor, però també poden usar altres compostos de l'hidrogen com el sulfur d'hidrogen.

## Organismes autòtrofs
- Les plantes són els autòtrofs més coneguts. Totes les plantes que tenen fulles verdes, des de les molses més diminutes fins als grans arbres, sintetitzen o creen l'aliment que consumeixen mitjançant la fotosíntesi.
- Les algues, éssers eucariotes, unicel·lulars o pluricel·lulars que realitzen la fotosíntesi.
- El fitoplàncton, compost d'organismes diminuts que viuen a l'oceà.
- Els bacteris que viuen a les profunditats de l'oceà, prop de les fonts hidrotermals (calentes), on obtenen el sulfur d'hidrogen, que utilitzen en la quimiosíntesi. També s'han trobat bacteris autòtrofs que s'alimenten mitjançant la quimiosíntesi en llocs del fons marí anomenats filtracions fredes. En aquests llocs el sulfur d'hidrogen i el metà emanen i es filtren provinents del fons marí i es mesclen amb l'aigua i el diòxid de carboni que hi ha dissolt, a l'efecte que oxiden les substàncies químiques per produir energia.[4]

En recents recerques científiques especialitzades, s'han trobat uns tipus de fongs que poden nodrir-se, a partir de la ionització dels rajos gamma produïts per les radiacions emeses per reactors nuclears i s'han anomenat: fongs radiotròfics.

## Autòtrofs i cadena alimentària
En la cadena tròfica hi ha tres nivells tròfics: els autòtrofs, que no consumeixen altres organismes, són el primer nivell. Els autòtrofs, al seu torn, són l'aliment per als herbívors (consumidors primaris) i esdevenen el segon nivell tròfic. Els carnívors i els omnívors (consumidors secundaris), mengen tot tipus d'organismes i són el tercer nivell tròfic.

## Autotròfia i heterotròfia
L'autotròfia és habitual en les plantes, les algues i alguns bacteris. En canvi, l'heterotròfia és habitual en els fongs, els animals i molts protozous i procariotes. Depenent de la font d'energia utilitzada, els organismes autòtrofs es distingeixen en fototròfics i litotròfics.